# Fernando de Jesús Corona y Arpide
Juan Fernando de Jesús Corona y Arpide, nació en Coscomatepec de Bravo, Veracruz, México el 30 de mayo de 1818,- 1 de junio de 1891, Abogado (1844) por el Colegio Palafoxiano de Puebla. Liberal, Juez en Córdoba, Síndico del ayuntamiento. Miembro del Tribunal Mercantil de Córdoba. Presidente del Tribunal Superior de Justicia de Veracruz(1861). Gobernador sustituto de Veracruz en diversos períodos (1861, 1868-1869, 1870) sustituyendo a Manuel Gutiérrez Zamora y a Francisco Hernández y Hernández. Se negó a colaborar con los franceses y el imperio. A la restauración de la República, diputado local. Fiscal. Magistrado de la Suprema Corte de Justicia de la Nación y, nuevamente presidente del Tribunal Superior de Justicia. Elaboró los Códigos del Estado, llamados también Códigos Corona (1869). En 1868 el Gobierno del Estado le dio un premio especial por sus servicios.

## Biografía
Nació en Coscomatepec, Veracruz, el 30 de mayo de 1818. Sus padres fueron terratenientes, sus padres trataron de inclinarlo al sacerdocio y por eso se le envió al Nacional y Pontificio Seminario Palafoxiano de Puebla, pero su vocación no era esa, así que se reveló y abandonó el internado. Castigado por su padre, fue convertido en arriero; la intervención de amigos de la familia hizo que el castigo fuese levantado. 
Regresa a Puebla, estudia derecho y hace una carrera brillante, obtiene el título de abogado el 18 de julio de 1844. Tuvo una exitosa carrera profesional y política, desempeñando los puestos más honrosos del Estado de Veracruz; fue un destacado liberal que militó al lado de Gutiérrez Zamora y del General Ignacio de la Llave, tuvo la particular estimación de don Benito Juárez. 
Ocupó entre otros puestos públicos, los de juez de Primera Instancia, edil municipal, diputado local, vicerrector del Colegio Nacional de Xalapa, magistrado del Tribunal Superior de Justicia, ministro de la Suprema Corte de Justicia de la Nación, gobernador Interino del Estado de Veracruz en tres ocasiones en los periodos 1861, 1868-1869, 1869-1870.

## Códigos Corona
Su obra magna fue encabezar la comisión y ser el autor de los Códigos Civil y Penal y los de procedimientos de ambos, del Estado, que son conocidos como Códigos Corona, los que se pusieron en vigor en 1869, siendo, por lo tanto, los primeros en el país y en América Latina, que sintetizaron el pensamiento avanzado de la Reforma, sirviendo como modelo a seguir.
Su labor legislativa, mediante Decreto de Facultades Extraordinarias dadas a su Investidura por la Asamblea General de la Legislatura Veracruzana consistió en expedir la Ley de Participación y Renovación Institucional Reglamentaria de los Artículos 18, 19 y 40 del Estatuto de Gobierno de Veracruz en Procesos de Elección de Autoridades y Puestos concejiles, la de Conmutación de Penas Corporales y Pecuniarias, la de Inspección de Policía, Gendarmería y Serenos, la excitativa a la Asamblea General de la Legislatura Provincial para expedirse a ella misma antes de treinta días naturales- su Ley y Reglamento Interior, el Decreto sobre disposiciones relativas a los delitos y faltas que ameriten trato de Prisionero y la manera en que este habrá de hacerse y el Estatuto Jurídico para la Junta Ciudadana «Sociedad Amigos del País» y el Decreto para el tratamiento de Personas o Corporaciones que sustituyen los Títulos Nobiliarios y el de Excelencia en la Provincia de Veracruz y, finalmente, se expidieron la Ley de Administración Pública Local y el Reglamento de Audiencias del H. Tribunal Superior de Justicia, Máximo del Poder Judicial Provinciano.
Aunque volvió a fungir como sustituto entre 1868 y 1869 en ausencias hasta por 30 días de don Francisco Hernández y Hernández, llegó al momento cumbre de su carrera judicial en 1873 al ser electo Fiscal General ante el Tribunal Superior de Justicia del Poder Judicial Veracruzano, integrándose después a la Suprema Corte de Justicia de la Nación como ministro y después, presidir de nueva cuenta la Comisión Revisora del Código Civil Federal para el Distrito y Territorios administrados por el Gobierno Nacional en 1882, convocatoria hecha por el entonces presidente de la República, Manuel González Flores. En 1887 entró en retiro para morir cuatro años más tarde, rodeado de sus recuerdos y las leyes que tanto estudió y desentrañó y, aunque la Hacienda Veracruzana jamás le pagó su recompensa, las generaciones sucesivas de abogados siguen estudiando su aportación al Derecho Patrio. Murió en Córdoba,Veracruz, en 1891.